# USS Enterprise (CV-6)
A USS Enterprise egy amerikai repülőgép-hordozó volt a második világháborúból. Ez volt az Amerikai Haditengerészet 6. repülőgép-hordozója. Részt vett a Japán elleni háborúban, 1941 és 1945 között. Többek között részt vett a Midwayi csatában, a Kelet-Salamon-szigeteki csatában, a Santa Cruz-szigeteki csatában, a Guadalcanali hadjáratban, a Fülöp-tengeri csatában és a Leyte-öböli csatában.
Az Enterprise 20 csatacsillagot szerzett (ez a legtöbb amit Egyesült Államokbeli hajó valaha kapott) ezekben a csatákban. Érdekesség, hogy a csendes-óceáni háborúban Japán háromszor (tévesen) jelentette be, hogy csatában elsüllyedt.

## Építés és üzembe helyezés
A Yorktown osztályú Enterprise alapját 1934. július 16-án fektették le. Gyártója a Newport News Hajógyár volt. 1936. október 3-án bocsátották vízre. A megbízást 1938. május 12-én kapta. A parancsnoka Newton H. White  lett. Az Enterprise délre hajózott, Rio de Janeiro ba. Hazatérése után a Csendes-óceánra vezényelték.

## Szolgálatok

### Második világháború

#### Pearl Harbor
Az Enterprise 1941. december 7-én reggel a tengeren járőrözött, ez volt a szerencséje, másképp a japánok megsemmisítik.

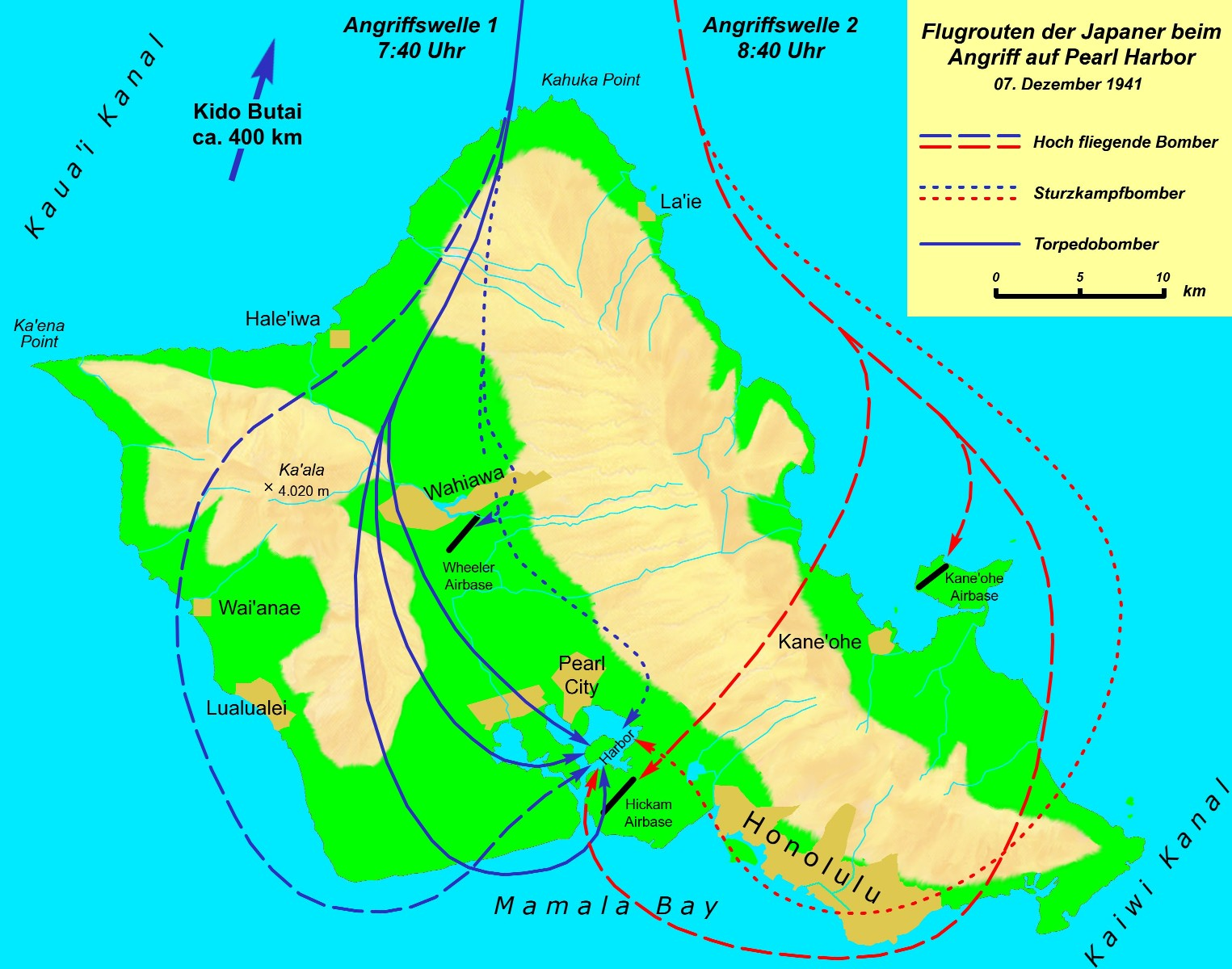
A japán támadás terve

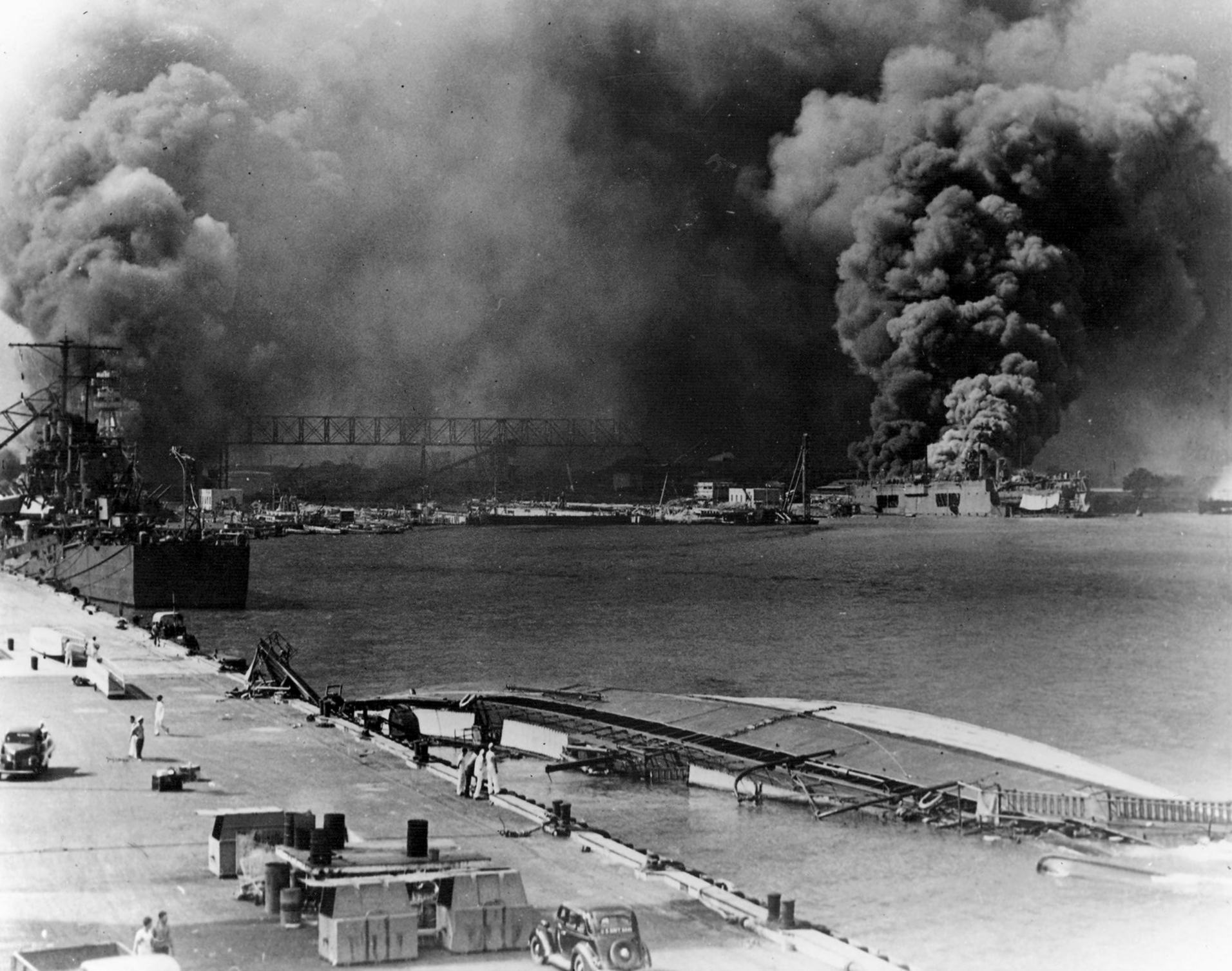
Pearl Harbor a japán támadáskor 1941. december 7-én

1941 decemberében a Hawaii-szigetektől nyugatra volt, a sziget fedezésére. Miután visszamentek Pearl Harborba, Szamoara mentek január 11-én a légi kötelék megerősítésére.
1942. április 18-án  a kísérő gépei részt vettek a Doolittle-rajtaütésben, melynek során a Hornetről felszálló 16 darab B-25 bombázót kísértek Tokió ellen.

#### Midway

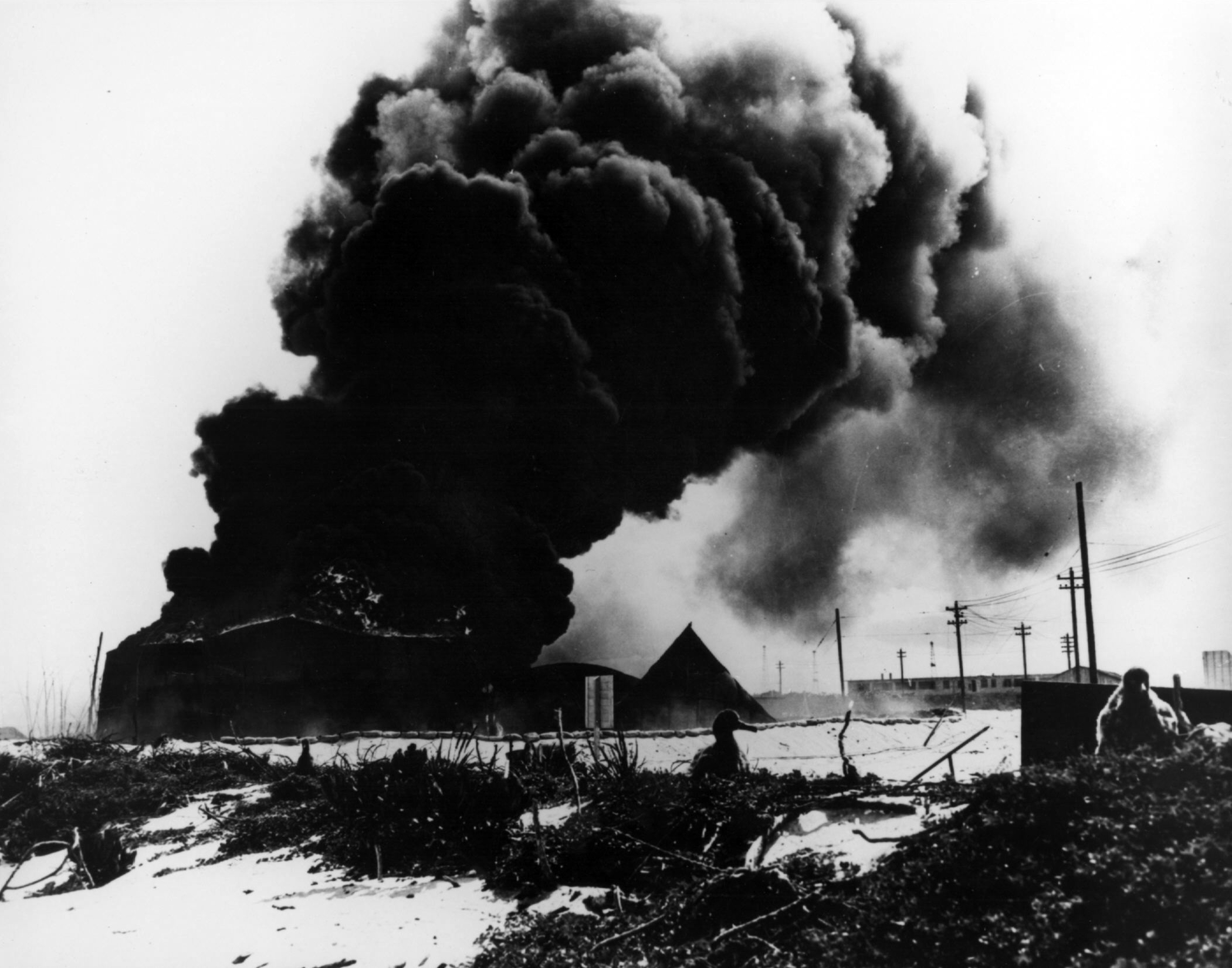
A midwayi csata

Május 28-án az Enterprise lett Raymund Spruence zászlóshajója, hogy tartsa Midwayt és maximális kárt okozzon a Japán haditengerészetnek. 1942. június 6-án 4 japán hordozó támadta meg Midwayt. A szigetet 3 amerikai hordozó védte (Enterprise, Hornet, Yorktown). Kemény csata után, amelyből az Enterprise maximálisan kivette a részét mind a 4 japán hordozó és még egy cirkáló elsüllyedt, miközben az amerikaiak csak a Yorktownt és egy rombolót vesztettek.

#### 1943-1945
1944-ben részt vett a Leyte-öböli csatában, ám ekkor egy japán kamikaze csapódott a hajóba, elpusztítva az egyik repülőgép felvonót. Egy kis ideig nem tudott harcolni. Később a repülőgépei Tokiót bombázták.
1945-ben a Jamato csatahajó egy öngyilkos küldetésre indult Okinawa partjaihoz: harcolni a végsőkig az amerikaiak ellen. Az Enterprise repülői azonban észrevették és elsüllyesztették. Szeptemberben a fegyverszünetet biztosította.

### A háború utáni időszak
Nagyságának köszönhetően 10 000 embert szállított haza. 1945. október 31-én ért San Franciscóba. 1946-ban leszerelték. A leszerelést túlélte többek között a hajó harangja, amely az Egyesült Államok haditengerészeti iskolájában van, valamint a 16 láb hosszú, egytonnás felirat a hajó tatjáról, ami River Vale-ben (New Jersey) látható.

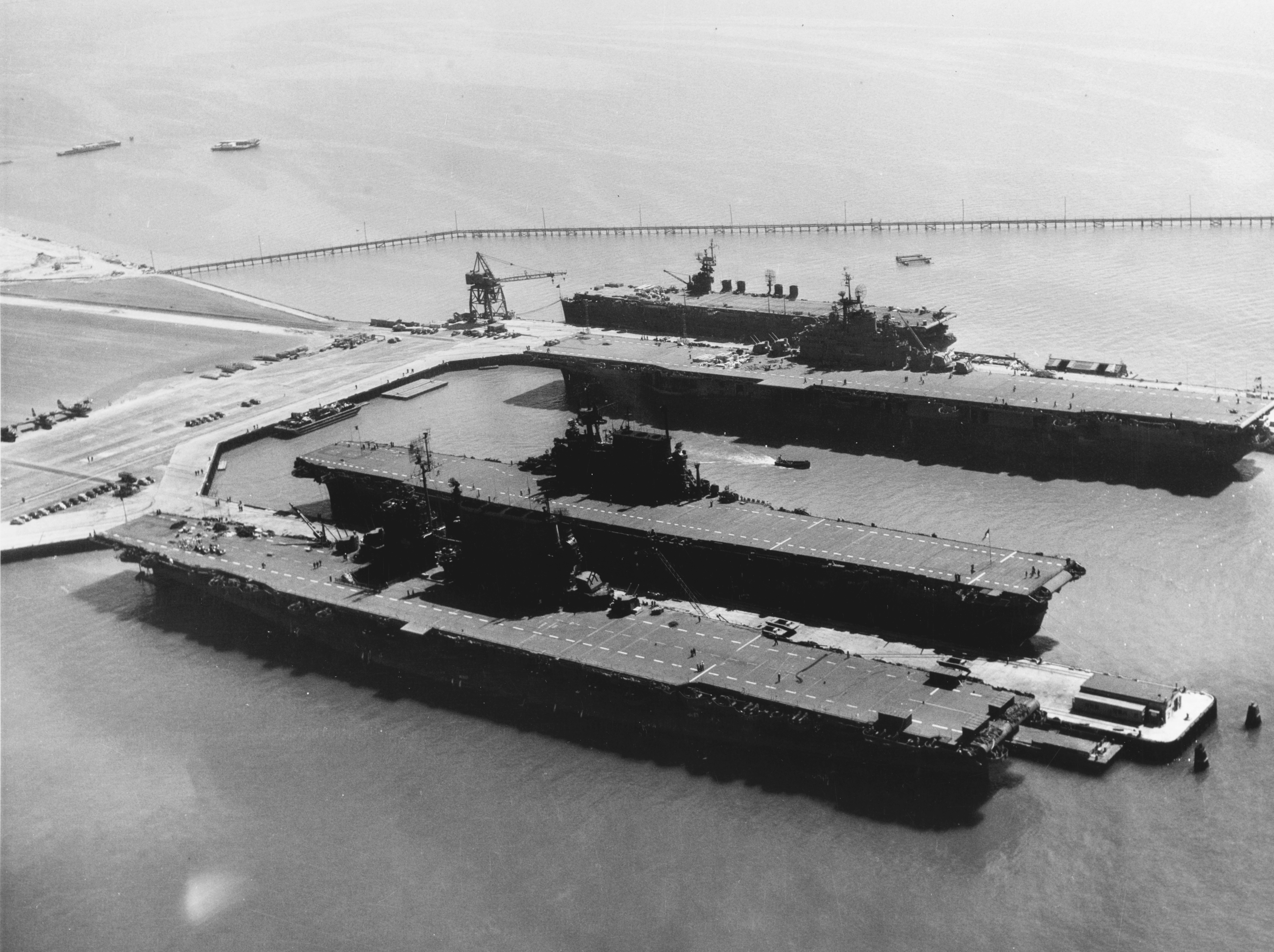
A Lexington osztályú, 37 000 tonnás USS Saratoga (CV-3) a kép előterében, mögötte a USS Enterprise (CV-6), az majd az Essex osztályú, 31 300 tonnás USS Hornet (CV-12) flotta repülőgép-hordozók, végül az Independence osztályú, 11 000 tonnás USS San Jacinto (CVL-30) könnyű hordozó 1945-ben.
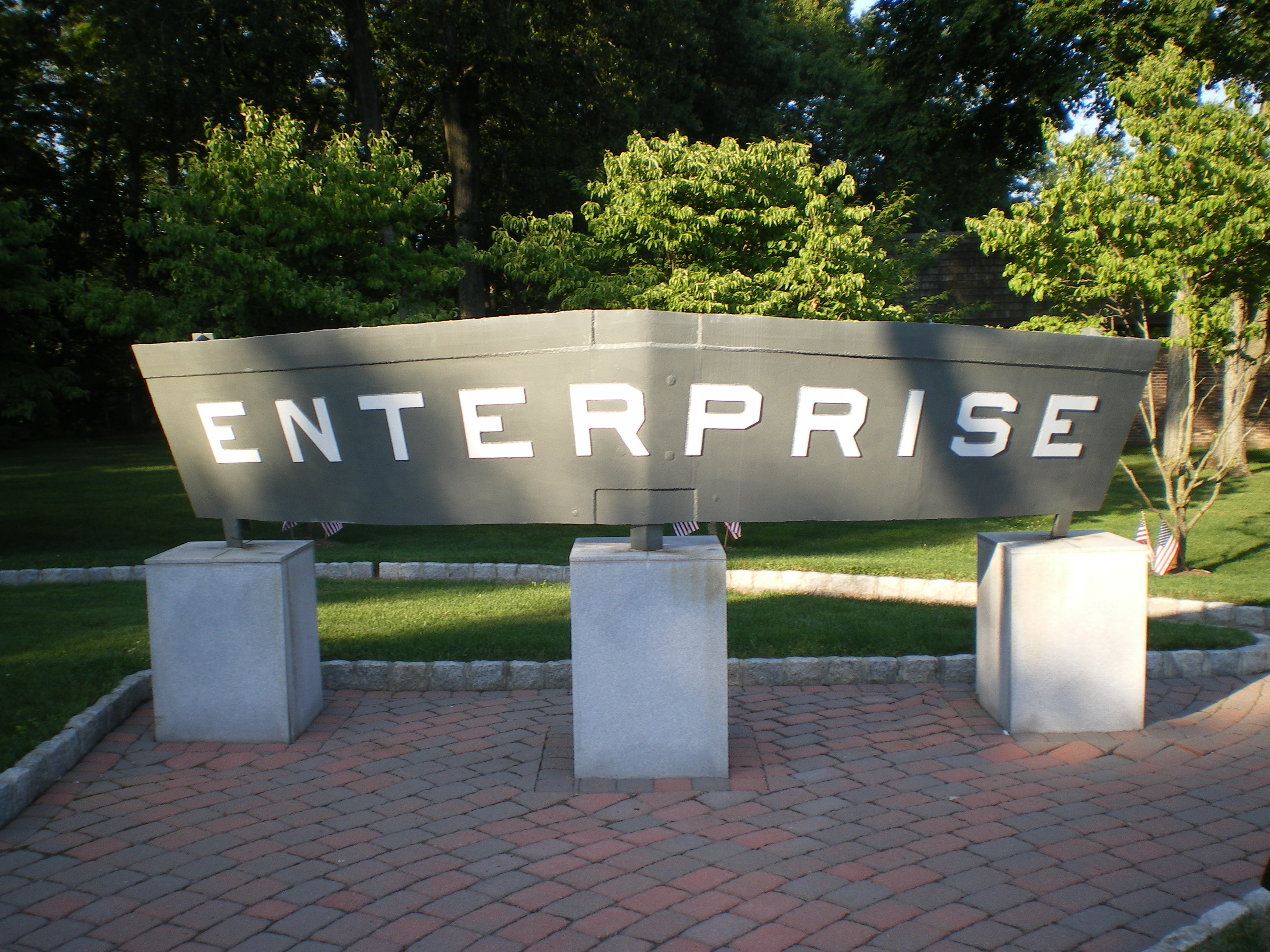
A tatlemez (River Vale,New Jersey)

## Utódok

### USS Enterprise (CVN-65)
A név újjáéledt 1958 februárjában, amikor a világ első nukleáris repülőgép hordozó alapját rakták le. Ezt a hajót 1961 novemberében helyezték üzembe. A hajó részt vett a vietnámi háborúban és az öbölháborúban is. A hajón több elem a névelődről származik. Például a kapitányi terem és a konferenciaterem. Az Enterprise (CVN-65) végül 2012. december 1-én, 51 évnyi szolgálat után kivonták a haditengerészet kötelékéből.

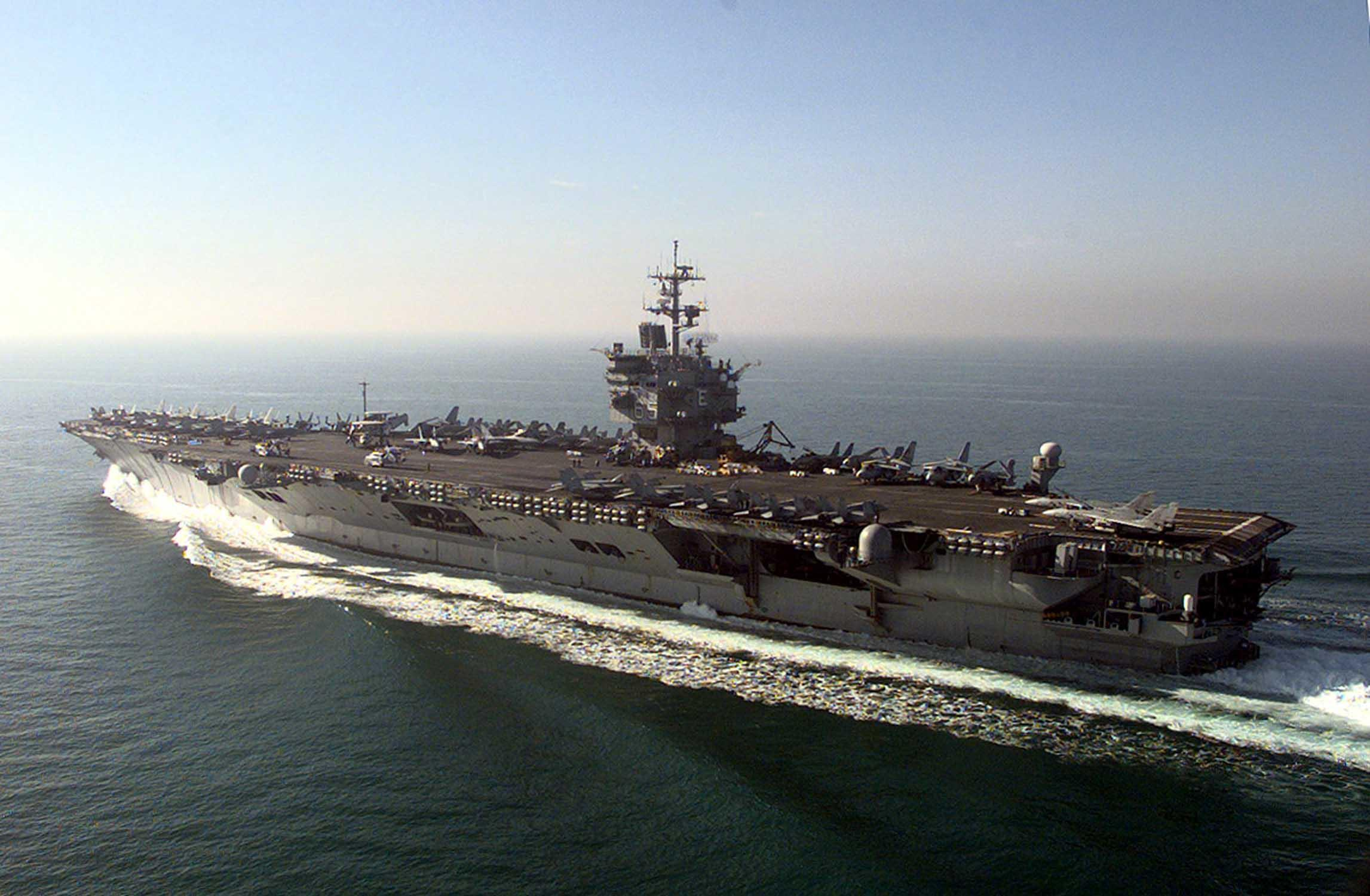
A USS Enterprise (CVN-65) szuper repülőgép-hordozó.

### USS Enterprise (CVN-80)
2022-ben megkezdődött a Gerald R. Ford osztályú USS Enterprise (CVN-80) repülőgép-hordozó építése, melynek szolgálatba állítása 2030 táján várható.

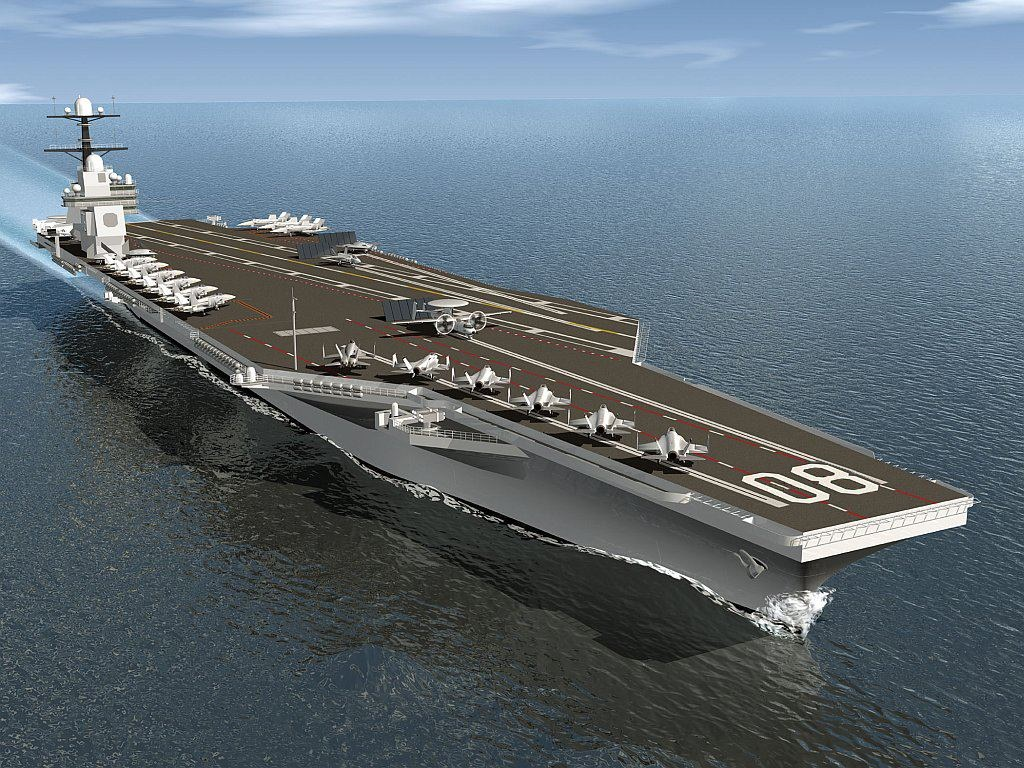
A USS Enterprise (CVN-80) szuper repülőgép-hordozó animációja.

## Galéria

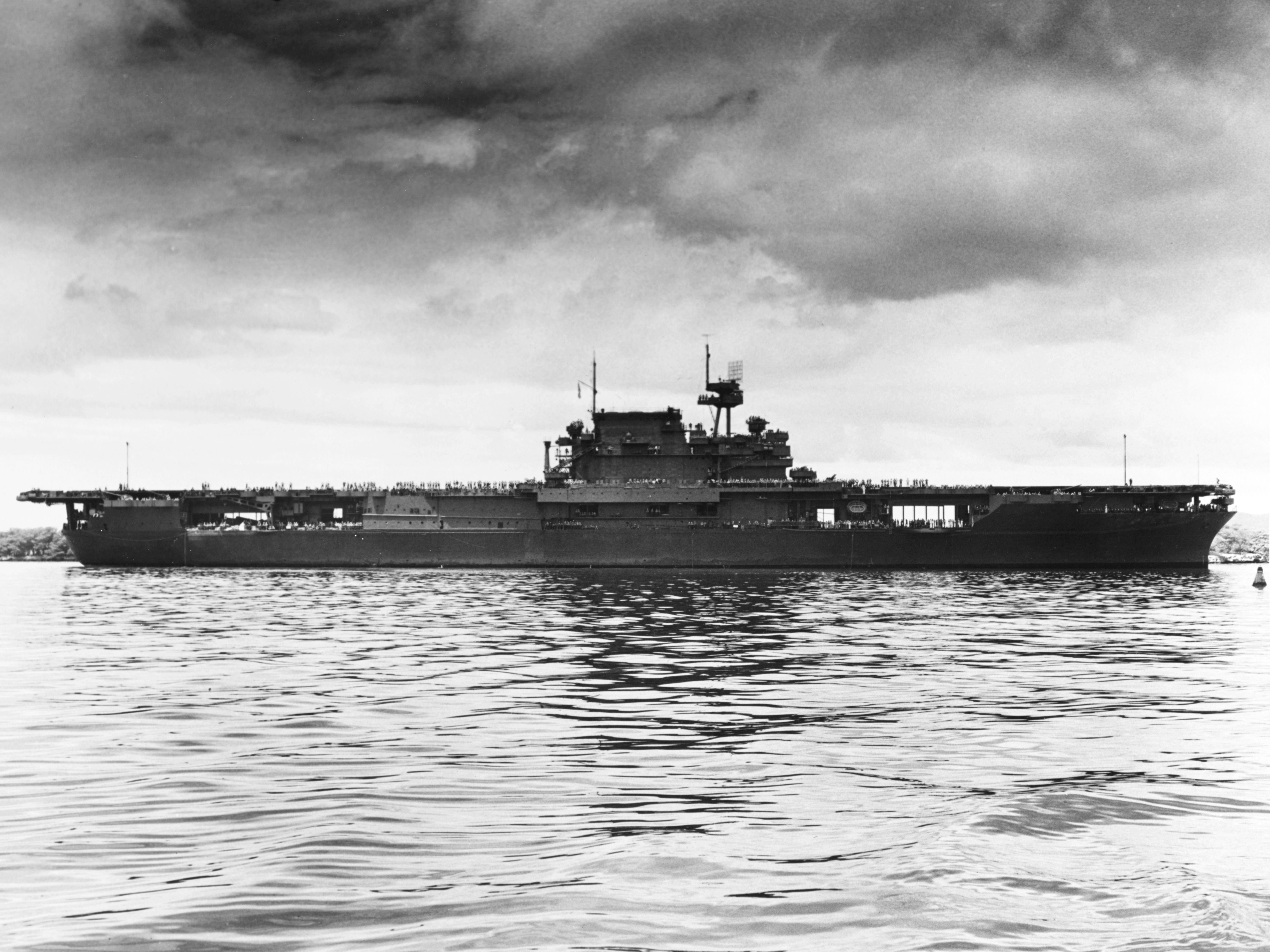
A USS Enterprise
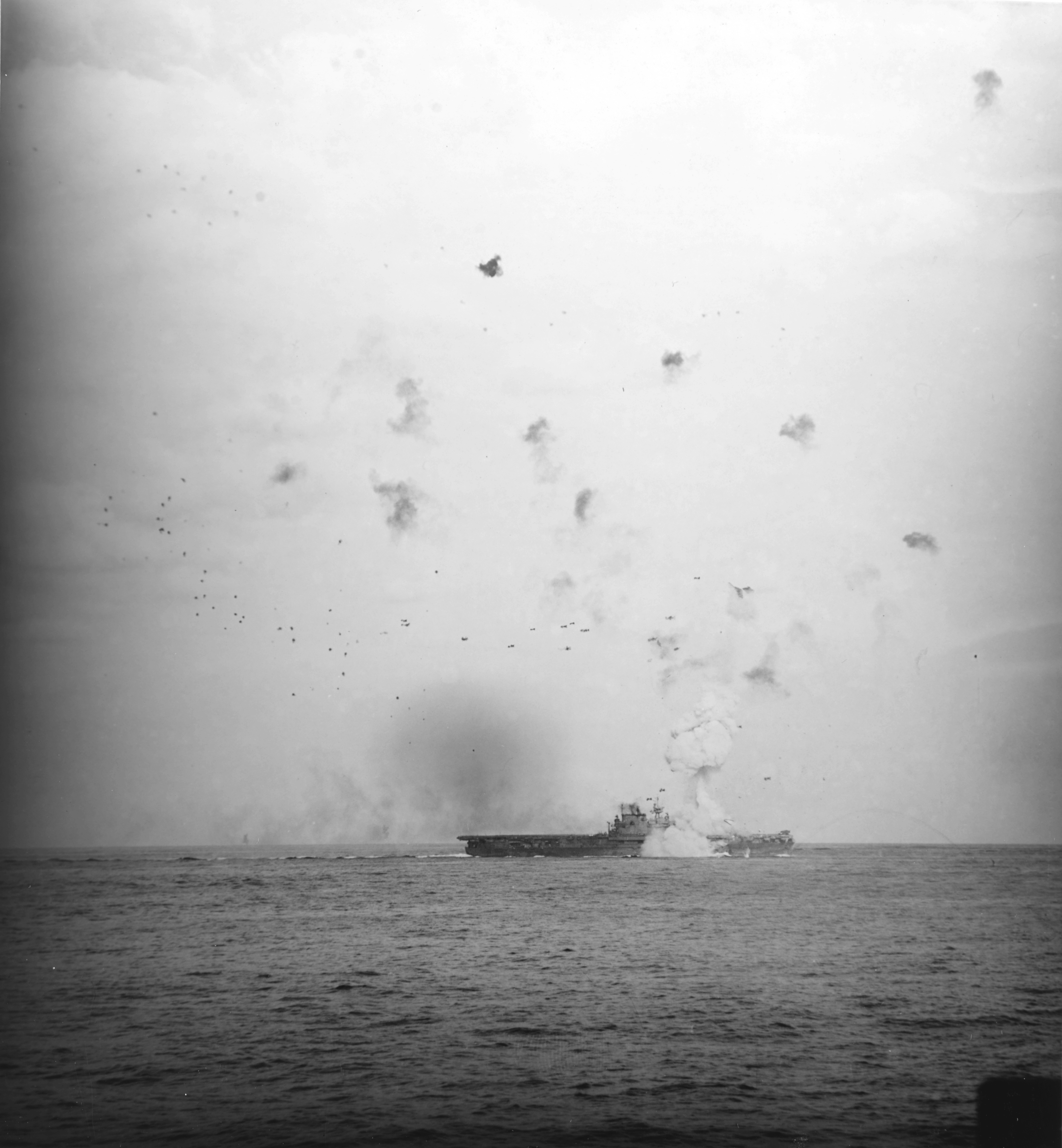
Az Enterprise csata közben
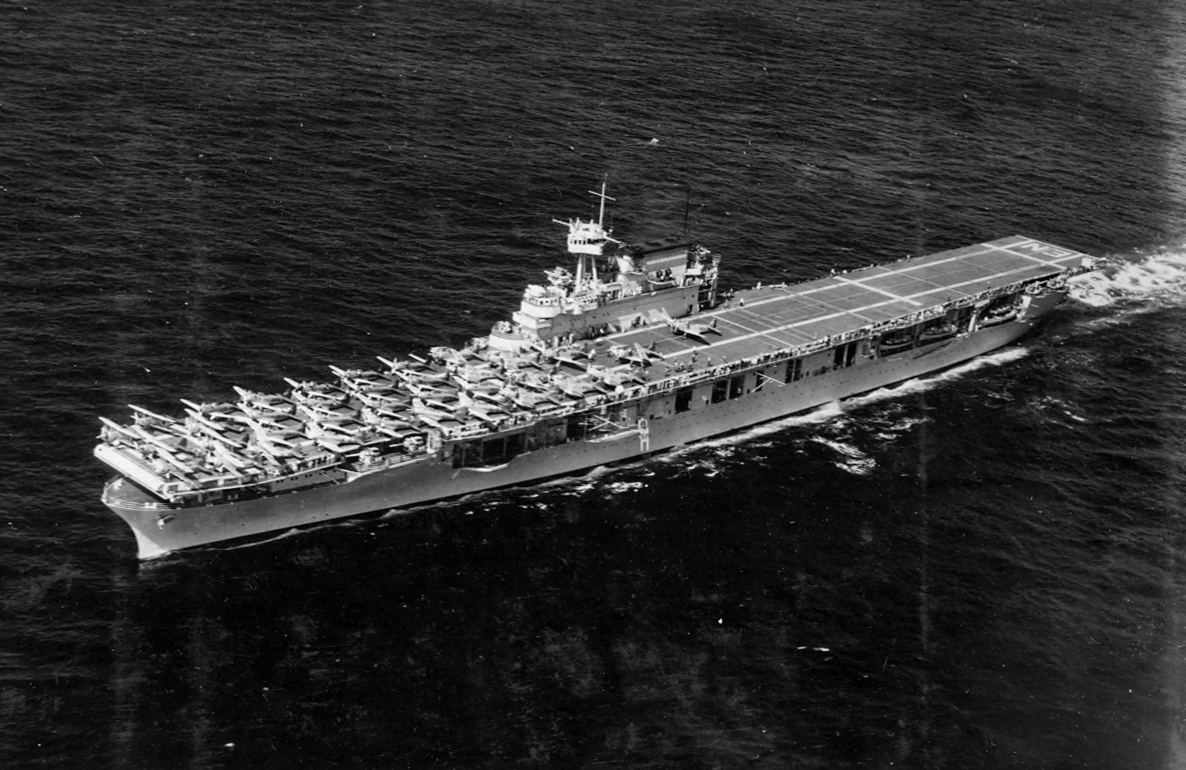
Az Enterprise 1939-ben
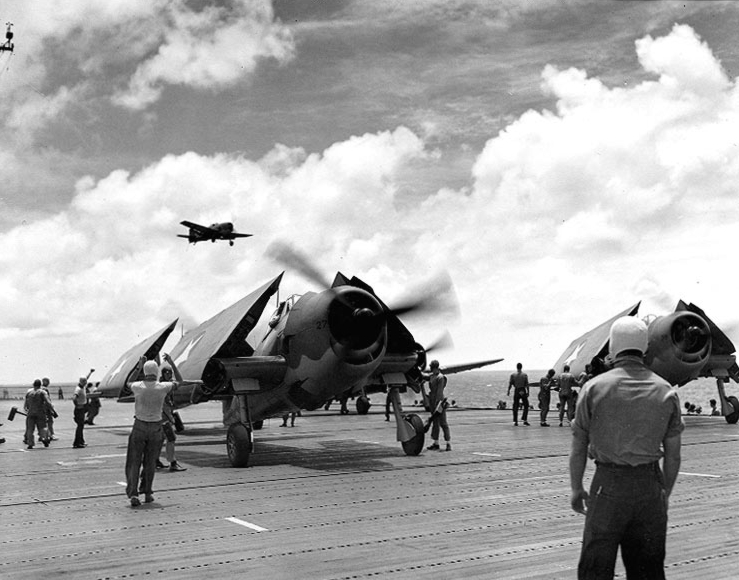
F6F Hellcat a hajón
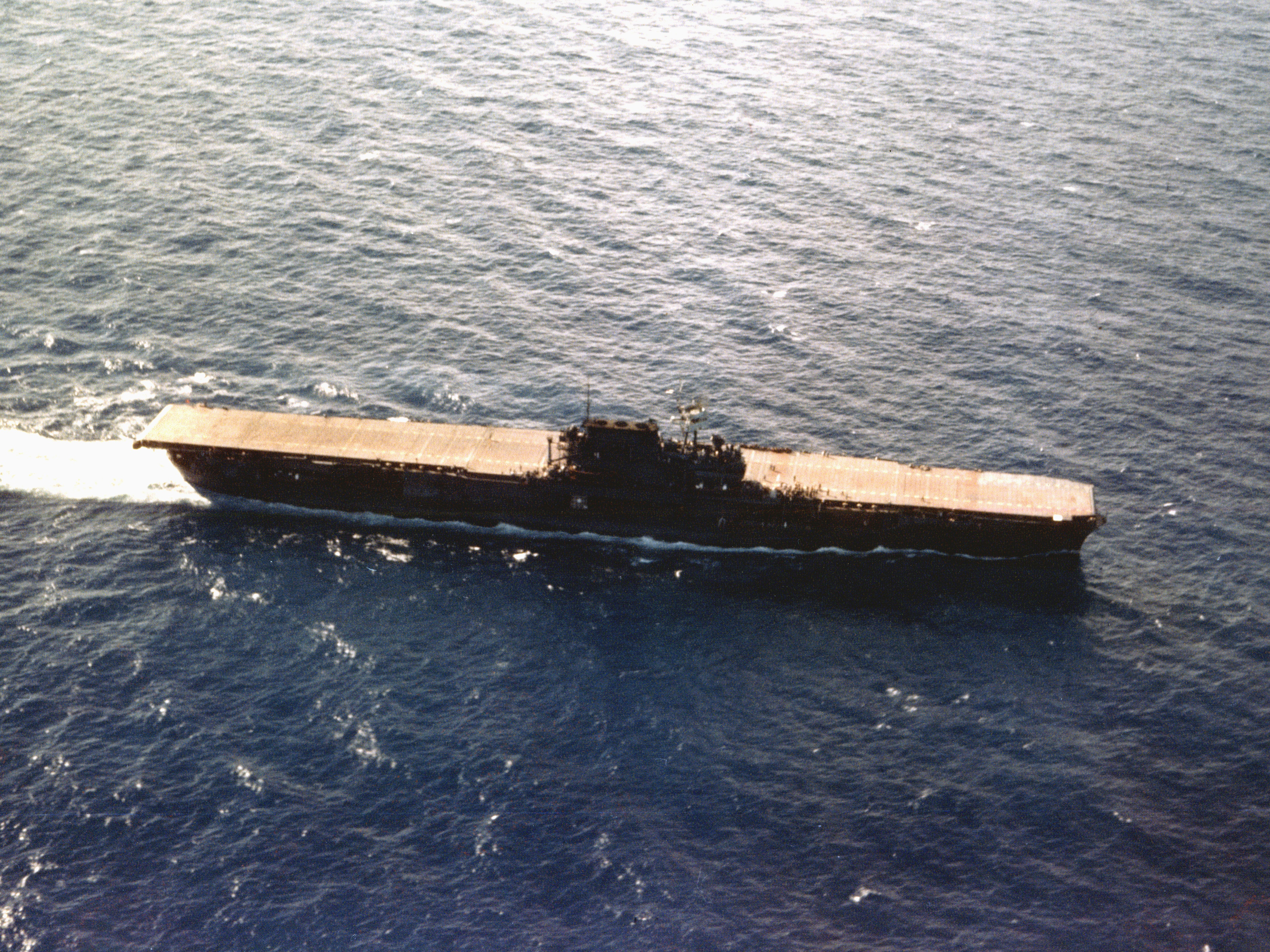
Az Enterprise  a nyílt vízen
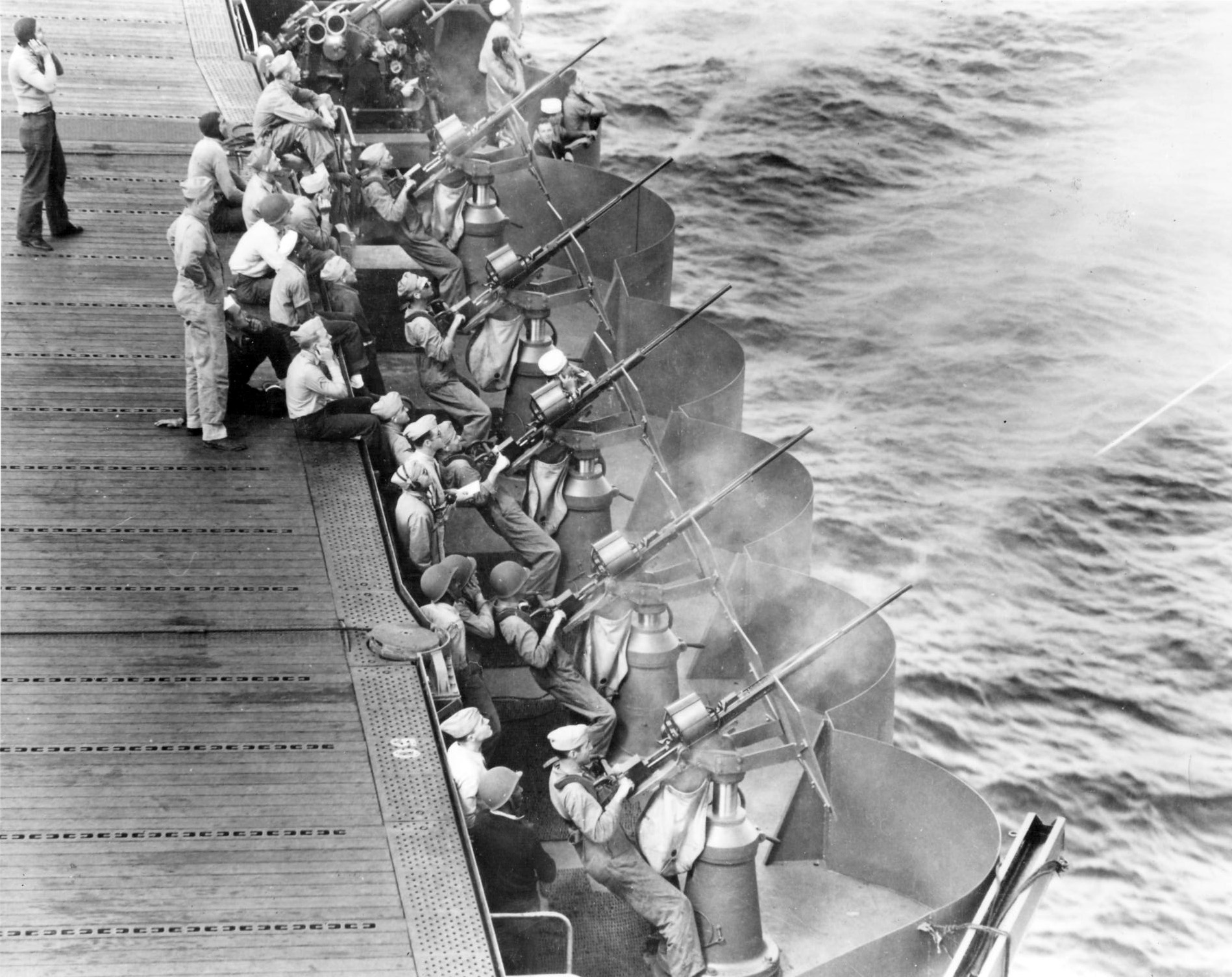
A 20 mm-es légvédelmi gépágyúk harc közben
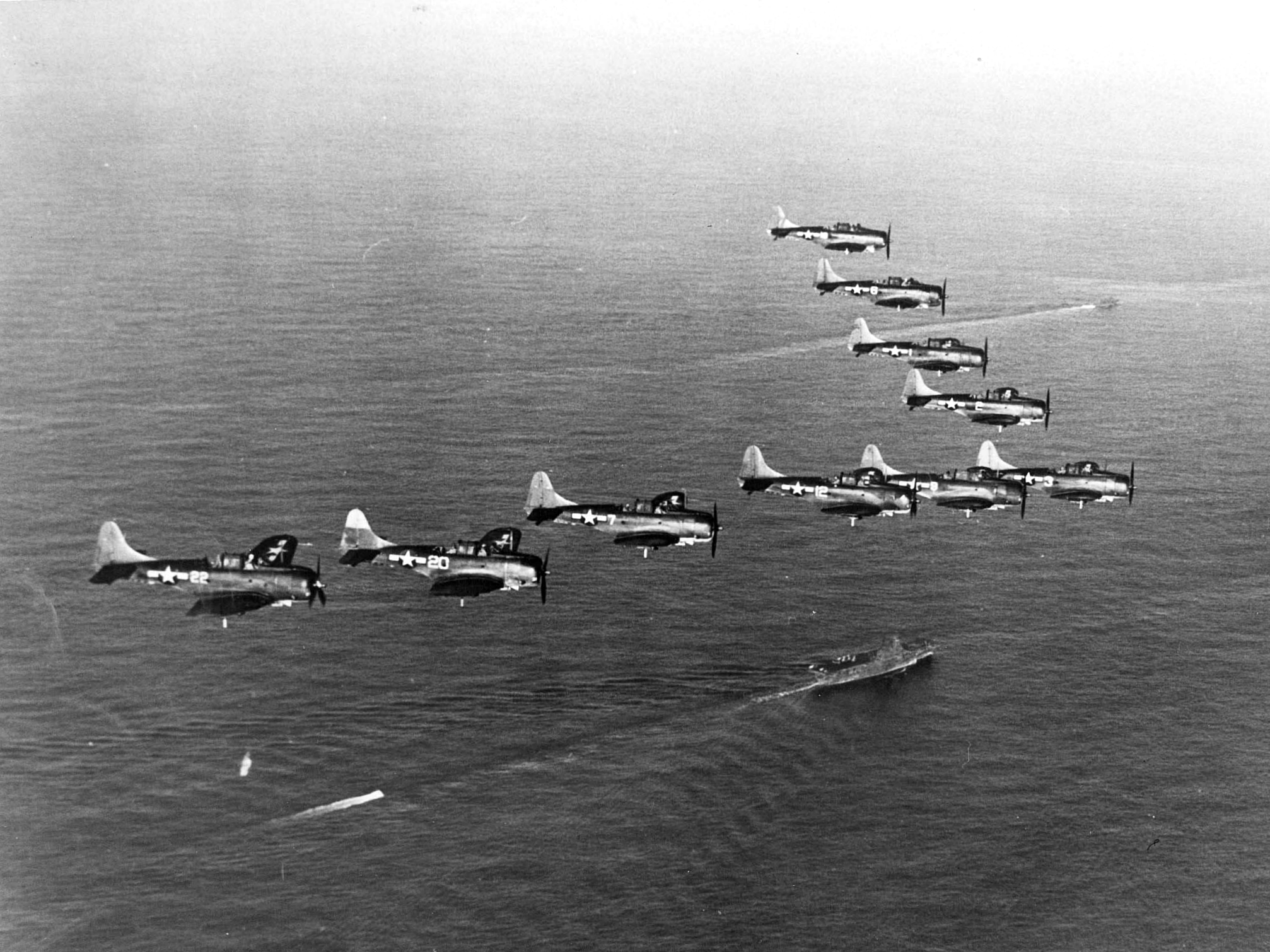
SBD Dauntles zuhanóbombázók köteléke
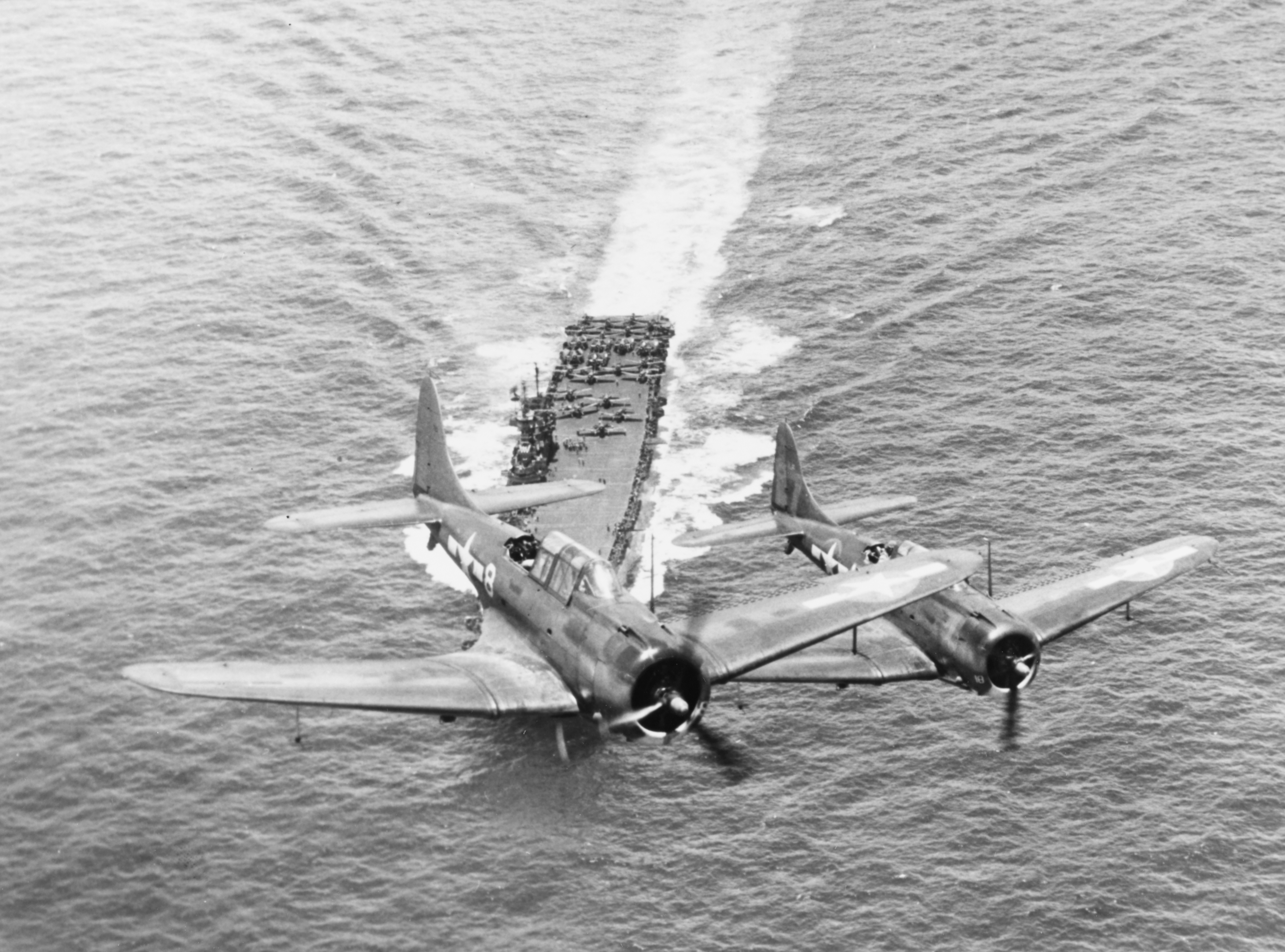
Két SBD a hajó felett
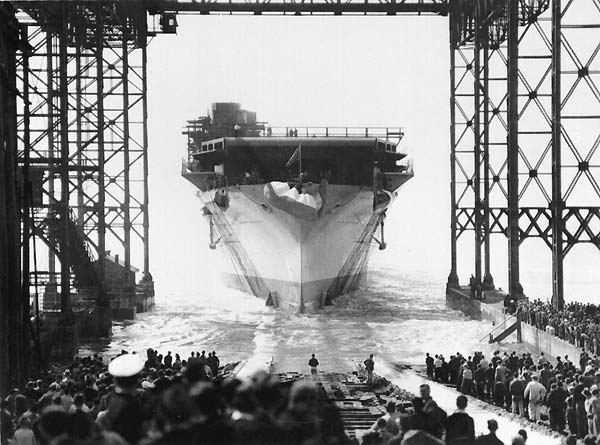
A USS Enterprise a vizre bocsátásakor
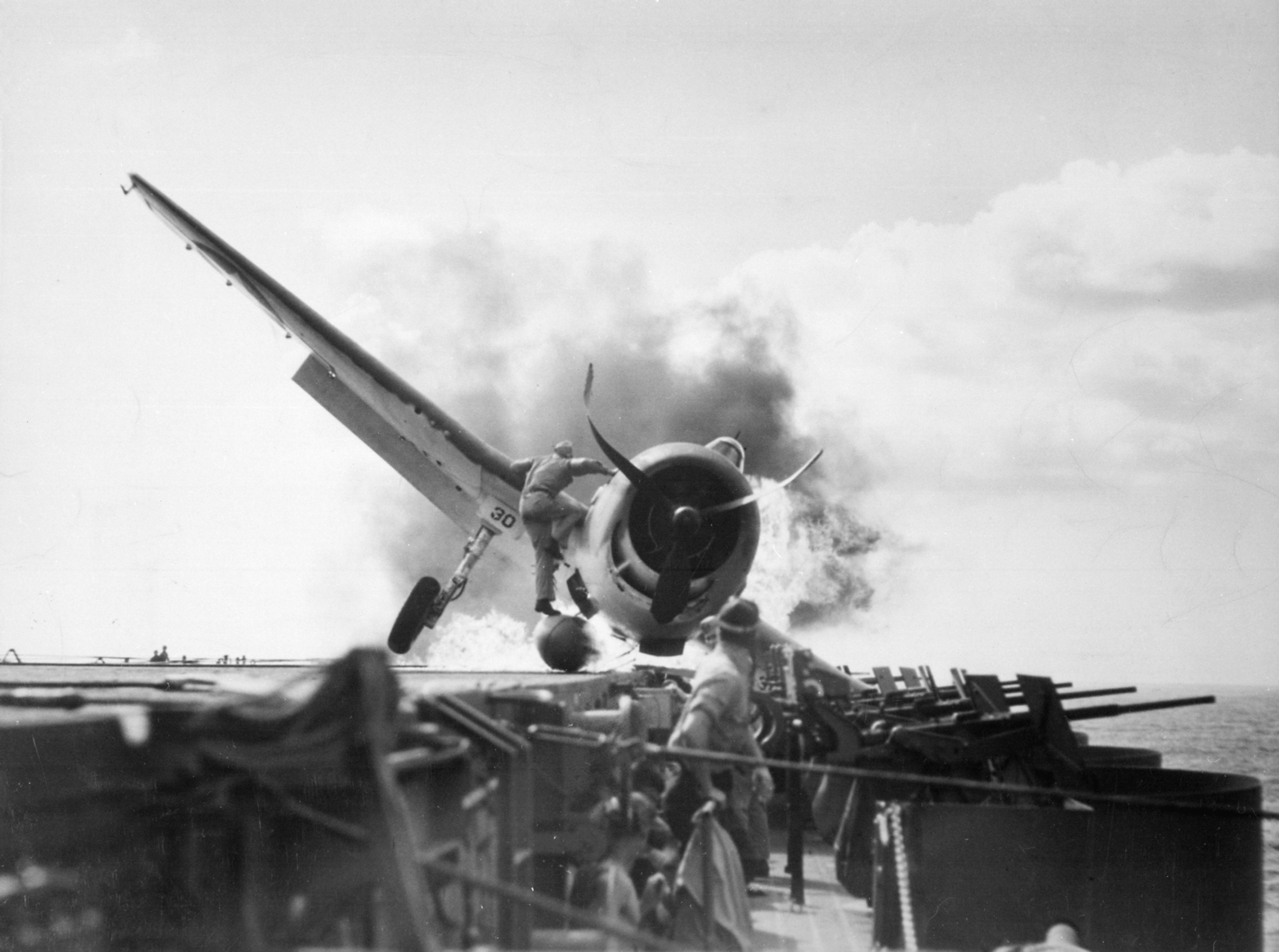
Lezuhanó F6F Hellcat